# Standard Business Reporting
Standard Business Reporting (afgekort: SBR) is een set afspraken om zakelijke gegevens, zoals jaarrekeningen, vastgoedtaxaties en belastingaangiften, op een uniforme manier uit te wisselen.
Samen met bedrijven zoals accountants, boekhouders, softwareleveranciers en banken, heeft de Nederlandse overheid begin 21e eeuw Standard Business Reporting ontwikkeld. Door deze publiek-private samenwerking krijgen de overheid en het bedrijfsleven overeenstemming over de manier waarop zakelijke gegevens worden uitgewisseld. Mede door SBR kunnen de verschillende systemen zonder beperkingen samenwerken.

## Doel
SBR is in het leven geroepen om de administratieve lastendruk rondom rapportages voor bedrijven en organisaties te verlagen en de betrouwbaarheid van gegevens te garanderen.
Voor de introductie van SBR werd door overheidsorganisaties op verschillende manieren om informatie gevraagd. Er was geen eenduidigheid, waardoor voor dezelfde begrippen soms verschillende gegevens moesten worden aangeleverd. Met SBR is die eenduidigheid er wel. Het verhoogt de betrouwbaarheid van gegevens en verlaagt de kans op fouten.
Ook banken en private organisaties kunnen met SBR betrouwbare en gestructureerde data ontvangen, waarop (geautomatiseerd) beslissingen kunnen worden gebaseerd.

### Standaardisatie
SBR draait om gegevens, processen en techniek, waarbij standaardisatie het sleutelwoord is. Door gegevens op een standaard manier in de administratie te labelen, ontstaat eenduidigheid en zijn ze herbruikbaar voor verschillende rapportages.
Het kenmerk van SBR is interoperabiliteit: het stelsel en de daarop gebaseerde bouwstenen zijn generiek, waardoor ze toepasbaar zijn in verschillende rapportageketens.
Met SBR worden de gegevens eenmalig op een standaard manier vastgelegd. De gegevens zijn daarna eenvoudig te hergebruiken voor verschillende rapportages aan overheidsinstellingen en een aantal banken.

## Elementen
SBR bestaat uit drie elementen:
- Een standaard gegevenswoordenboek: de Nederlandse Taxonomie (NT).
- Een standaardtaal, die deze gegevens betekenis geeft: XBRL.
- De software waarin SBR is ingebouwd: deze is gekoppeld aan digitale lijnen (‘digitale snelwegen’) die ervoor zorgen dat de juiste rapportage naar de juiste instantie wordt gestuurd. Voor alle rapportages naar de overheid is dit Digipoort. Voor rapportages aan banken en andere private ontvangers is dit de Bancaire Infrastructurele Voorziening (BIV).

## Uitvragende partijen SBR
SBR wordt gebruikt door verschillende (overheids)organisaties die te maken hebben met belastingaangiften, jaarrapportages (onder andere voor KVK), jaarrekeningen en vastgoedtaxaties (banken) en jaarrekeningen bij DUO. Dit worden ook wel de uitvragende partijen genoemd.

## Governance

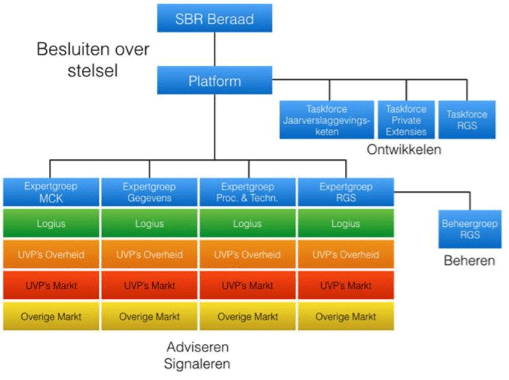
Governance SBR

Voor het beheer en de verdere ontwikkeling van SBR in Nederland is een publiek-private governancestructuur ingevoerd. Dit is te zien in de afbeelding hiernaast.
In het Beraad worden de cruciale beslissingen genomen over de Nederlandse Taxonomie en het functioneren van het stelsel SBR in Nederland. Het SBR Beraad is een besluitvormend orgaan. Via het Platform wordt het Beraad inhoudelijk gevoed door de 4 Expertgroepen. In de Expertgroepen komt de inhoudelijke deskundigheid ten aanzien van gegevens, processen en de techniek vanuit de markt en de overheid samen. De positionering en verdere ontwikkeling van SBR is belegd bij het Platform. Ook speelt het Platform een belangrijke rol in de voorbereidingen rondom de besluitvorming die plaatsheeft in het Beraad.
Referentie Grootboek schema (RGS) valt sinds 2016 onder de SBR Governance.

## Geschiedenis
In de jaren negentig van de twintigste eeuw komt er vanuit het Nederlandse kabinet meer aandacht voor administratieve lastenverlichting en wordt een meer elektronische overheid gestimuleerd. Het ministerie van Economische Zaken (EZ) zoekt in die tijd naar ICT-oplossingen om de administratieve lastendruk voor ondernemers te verminderen en start in 2002 een samenwerkingsverband met het bedrijfsleven. Samen starten zij het programma ICT en Administratieve Lastenverlichting (ICTAL). De opdracht hierbij was om met ICT-voorzieningen de (verplichte) administratie voor ondernemers te verminderen.
Vanuit dit programma worden de eerste stappen gezet tot de vorming van het stelsel SBR, bijvoorbeeld door het ontwikkelen van een digitaal transactiekanaal voor de overheid. In de jaren die volgen wordt de Nederlandse Taxonomie ontwikkeld en gaat men gebruik maken van XBRL, de open standaard om via internet financiële gegevens uit te wisselen. In 2020 is SBR uitgegroeid tot een volwassen stelsel voor het uitwisselen van zakelijke gegevens in het maatschappelijke verkeer.

### Doorontwikkeling
Eens in de vijf jaar publiceert SBR een 'Roadmap'. Daarin staan de ambities en wat SBR concreet gaat doen om die ambities waar te maken. De meest recente Roadmap gaat over de periode 2020-2025.

### SBR Internationaal
Steeds meer landen zien dat SBR in Nederland goed werkt. Er is internationaal interesse in SBR waarbij Nederland wordt beschouwd als koploper en voorbeeld voor andere landen.
SBR won tot twee keer toe een prijs bij de European Public Sector Awards (EPSA).